# Francesc Gómez de Membrillera

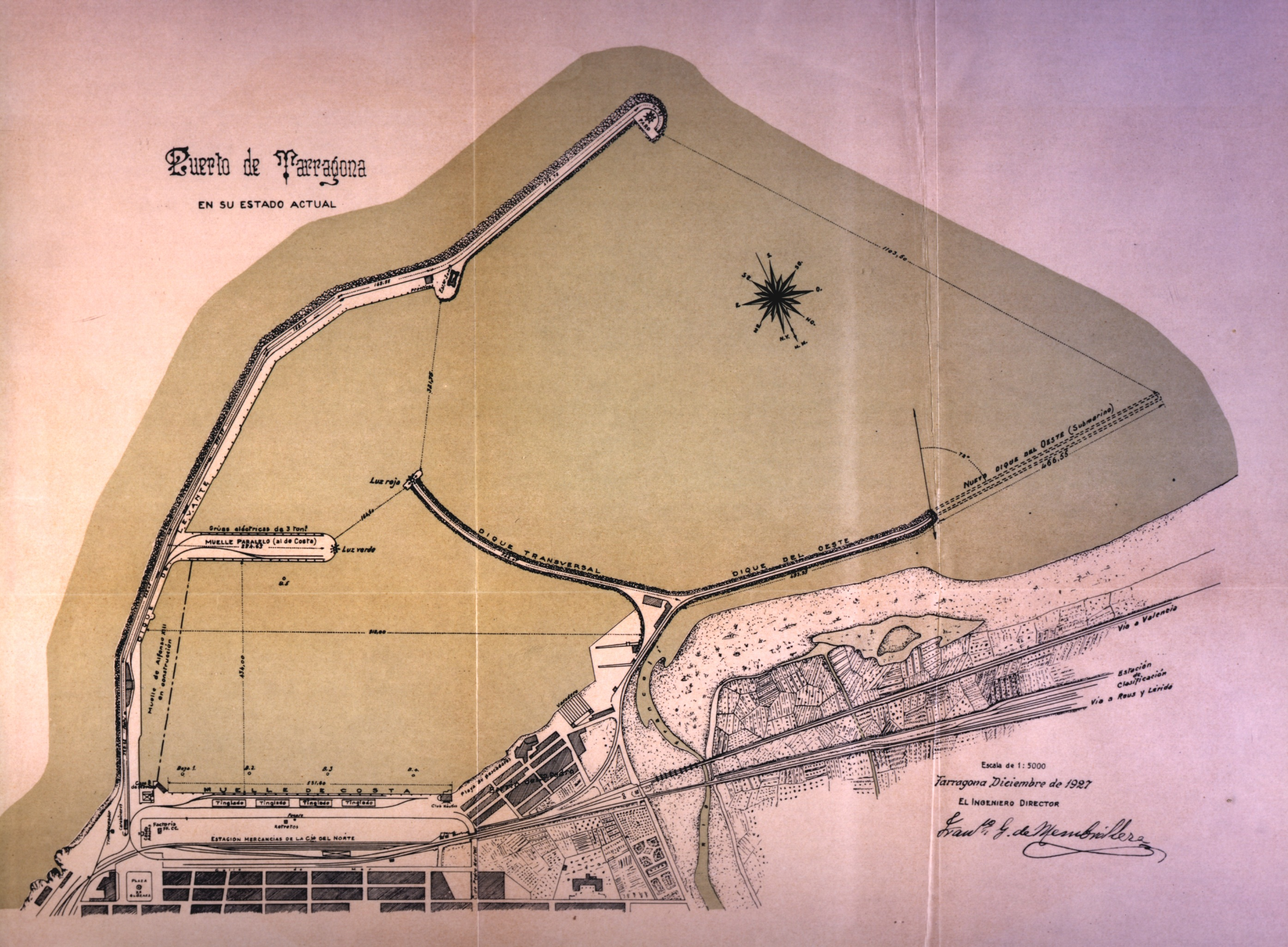
El Port de Tarragona l'any 1927. Gómez de Membrillera

Francesc Gómez de Membrillera i Piazza (1867, Badajoz - 1957) fou un enginyer de primera classe del Cos d'Enginyers de Camins, Canals i Ports i director de les obres del Port de Tarragona.

## Biografia
Va prendre possessió del càrrec de director del Port de Tarragona el 12 de desembre de 1921, càrrec que ocupà fins al 3 de juny de 1934. Durant els anys en què ocupà el càrrec es van dur a terme moltes obres cabdals per al Port de Tarragona com la construcció de la torre-rellotge, obra que encara avui en dia llueix a l'andana superior del dic de Llevant. També va ser Membrillera l'autor del projecte del moll de Llevant, les obres del qual van ser inaugurades el 28 d'octubre de 1927 pel rei Alfons XIII. Es traslladaren els tinglados 2 i 3 del moll de Costa (que estaven a només cinc metres de la vora del moll) més endins per poder instal·lar les vies de les grues i facilitar les maniobres de càrrega i descàrrega de mercaderies. Es construïren els edificis del far al morro del dic de Llevant, el de la Duana, el de Capitania, el de Sanitat, el de la factoria dels FFCC al moll de Costa i un tinglado en el moll Paral·lel. Es reformà i amplià el de les antigues oficines del Port (actual seu de l'Arxiu del Port de Tarragona), i el dels carrabiners (avui ja enderrocat), per destacar-ne els més rellevants.
A més de dotar al Port d'infraestructures bàsiques, Membrillera, tingué cura de proveir-lo de la maquinària i l'utillatge necessaris: grues, culleres, vies per al tren, etc. i s'hagué d'enfrontar a la riuada de l'any 1930 i a les seves conseqüències posteriors. S'ocupà també de les obres dels ports de Cambrils i de Salou, que des del 1926, havien passat a dependre del de Tarragona.
Destacà particularment la seva visió de futur. El 30 de març de 1926 redactà el projecte "…de las obras menos urgentes y adquisición de elementos para terminar el puerto y que podrían efectuarse en el plazo de diez años". En aquest informe preveia la construcció d'un moll per a la descàrrega de petrolis i explosius. En aquest projecte també hi figurava la construcció dels tinglados del moll de Llevant, i l'ampliació de la platja del Serrallo per a varar les barques de pesca.
Com a director del Port ocupà alguns càrrecs destacables en l'àmbit de l'enginyeria i el portuari. Així, el 27 d'octubre de 1931 el Govern de la República el nomenà conseller-inspector del Cos d'Enginyers de Camins, Canals i Ports, i el 18 d'agost de 1933 la Junta de Govern del Pòsit Marítim de Pescadors el nomenà soci honorari.
El 3 de juny de 1934, dia del seu acomiadament per jubilació després de 42 anys de servei, redactà una nota de la qual cal destacar-ne algunes paraules, ja que ens mostren alguna cosa més de la seva personalitat: “…tener la conciencia tranquila de haber cumplido debidamente la misión que me fue encomendada; que me lo hace creer así, la ejecutoria de mi actuación durante doce años en la Dirección de las obras de este Puerto, expresada por la imprenta en las tres Memorias referentes a las obras, por mí editadas, y por las numerosas e importantes obras ejecutadas que han hecho elevar notablemente la calidad del Puerto, actuación no superada por ninguno de los Ingenieros que por la Dirección pasaron”.